# میلتون (دلاور)
میلتون، دلاور (به انگلیسی: Milton, Delaware) یک شهرک در ایالات متحده آمریکا با جمعیت ۲٬۵۷۶ نفر است که در دلاویر واقع شده‌است.